# Улица Остаева (Владикавказ)
Улица Остаева — улица во Владикавказе, Северная Осетия, Россия. Находится в Промышленном муниципальном округе между улицей Павлика Морозова и железной дорогой. Начинается от улицы Павлика Морозова.
Улица Остаева пересекается с улицей Мичурина. От улицы Остаева начинаются улицы Левитана и Шевченко. На улице Остаева заканчиваются переулок Даргавский и улица Бзарова.
Улица названа именем Героя Советского Союза, командира эскадрильи, капитана Алексея Егоровича Остаева.
Улица образовалась в довоенное время. 17 июня 1947 года горисполком Дзауджикау присвоил улице, которая проходила в пределах кварталов 567, 568 и 758, наименование «Коммунальная улица». 
15 апреля 1975 года Коммунальная улица была переименована в «Улицу Остаева».